# П'єве-Торина
П'єве-Торина (італ. Pieve Torina) — муніципалітет в Італії, у регіоні Марке,  провінція Мачерата.
П'єве-Торина розташовані на відстані близько 140 км на північ від Рима, 75 км на південний захід від Анкони, 45 км на південний захід від Мачерати.
Населення — 1470 осіб (2014).
Щорічний фестиваль відбувається 15 серпня. Покровитель — Madonna.

## Демографія
Населення за роками:

Станом на 1 січня 2023 року в муніципалітеті офіційно проживало 159 іноземців з 20 країн, серед них 59 громадян країн Євросоюзу та 6 громадян України.

## Сусідні муніципалітети
- Фйордімонте
- Монте-Кавалло
- Мучча
- П'євебовільяна
- Серравалле-ді-К'єнті
- Уссіта
- Віссо